# Anomala rufocuprea
Anomala rufocuprea es una especie de escarabajo del género Anomala, familia Scarabaeidae. Fue descrita científicamente por Motschulsky en 1860.
Esta especie se encuentra en varios países del continente asiático. 